# Ginástica artística nos Jogos Olímpicos de Verão de 2016 - Cavalo com alças
A final masculina do cavalo com alças da ginástica artística nos Jogos Olímpicos de Verão de 2016 foi realizada na Arena Olímpica do Rio, em 14 de agosto.

## Medalhistas
| Ouro   | GBR Max Whitlock      |
| Prata  | GBR Louis Smith       |
| Bronze | USA Alexander Naddour |

## Qualificatória
| Pos. | Ginasta                 | Pontos | Nota |
| ---- | ----------------------- | ------ | ---- |
| 1    | GBR Max Whitlock        | 15.800 | Q    |
| 2    | GBR Louis Smith         | 15.700 | Q    |
| 3    | FRA Cyril Tommasone     | 15.650 | Q    |
| 4    | ARM Harutyun Merdinyan  | 15.583 | Q    |
| 5    | UKR Oleg Vernyayev      | 15.566 | Q    |
| 6    | RUS Nikolai Kuksenkov   | 15.383 | Q    |
| 7    | USA Alexander Naddour   | 15.366 | Q    |
| 8    | RUS David Belyavskiy    | 15.300 | Q    |
| 9    | HUN Vid Hidvégi         | 15.233 | R    |
| 10   | BLR Andrey Likhovitskiy | 15.233 | R    |
| 11   | CHN Lin Chaopan         | 15.033 | R    |

- Q – Qualificado para a final
- R – Reserva

## Final
| Pos.              | Ginasta                | Nota D | Nota E | Pen. | Total  |
| ----------------- | ---------------------- | ------ | ------ | ---- | ------ |
| Medalha de ouro   | GBR Max Whitlock       | 7.200  | 8.766  |      | 15.966 |
| Medalha de prata  | GBR Louis Smith        | 6.900  | 8.933  |      | 15.833 |
| Medalha de bronze | USA Alexander Naddour  | 6.800  | 8.900  |      | 15.700 |
| 4                 | FRA Cyril Tommasone    | 6.900  | 8.700  |      | 15.600 |
| 5                 | RUS David Belyavskiy   | 6.600  | 8.800  |      | 15.400 |
| 6                 | RUS Nikolai Kuksenkov  | 6.800  | 8.433  |      | 15.233 |
| 7                 | ARM Harutyun Merdinyan | 6.400  | 8.533  |      | 14.933 |
| 8                 | UKR Oleg Vernyayev     | 5.700  | 6.700  |      | 12.400 |